# Luis Valle Benítez
Luis Valle Benítez (Las Palmas de Gran Canaria, Canarias, 18 de junio de 1914 - ibídem, 13 de septiembre de 1974) fue un futbolista y entrenador español.
Se desempeñaba en posición de centrocampista. Doctor de profesión era hijo de Bernardino Valle Gracia, alcalde de Las Palmas de Gran Canaria y diputado por la provincia de Las Palmas; y nieto de Bernardino Valle Chinestra, compositor y director de orquesta. Además su hermano Joaquín Valle Benítez fue también un importante futbolista, siendo el máximo goleador de la historia del Olympique de Niza, club en el que llegaron a jugar juntos.

## Trayectoria
Inició su carrera en el Atlético Club, uno de los cinco clubs que al fusionarse darían lugar a la Unión Deportiva Las Palmas. Cuando estaba a punto de fichar por el Real Club Victoria (con el que disputó algunos partidos sin haber fichado), su familia se traslada a Madrid al conseguir su padre un escaño en las elecciones a Cortes Constituyentes del 28 de junio de 1931. Ese año fue fichado por el Real Madrid, jugando en su filial un año, siendo éste su primer equipo como profesional. La temporada siguiente ya la jugaría con el Real Madrid, club con el que consiguió la liga en 1933 y la copa al año siguiente. Al estallar la guerra civil tuvo que exiliarse a Francia con su familia, dada la condición de diputado socialista republicano de su padre. En el país galo ficha por el RCF Paris, en donde permanece una temporada antes de firmar con el Olympique de Niza. En este equipo, en el que coincidió con su hermano Joaquín Valle Benítez, Ricardo Zamora y José Samitier, jugó hasta 1942. Posteriormente lo entrenaría entre 1945 y 1946.
Al volver a España en 1949 es detenido por haber incumplido el servicio militar obligatorio. También es acusado de masón, a pesar de que nunca se interesó por esta institución. Permaneció un tiempo en el calabozo, obteniendo la libertad vigilada tras la ayuda de una familia influyente. Tras regresar a Gran Canaria vuelve a vincularse al mundo del fútbol primero como médico y luego como entrenador de la recién creada Unión Deportiva Las Palmas, a la que consigue ascender a Primera División en 1951. Sin embargo, tras una temporada en la máxima categoría no logró evitar que el equipo volviera a la Segunda División en 1952. Estuvo posteriormente vinculado en otra ocasión más a la UD Las Palmas, como director deportivo en la temporada 1959/60 siendo entrenador Marcel Domingo. Luego fue director de una escuela de preparación para futbolistas en Las Palmas. En los últimos años de vida estuvo dedicado plenamente a la profesión de doctor, en la que también obtuvo cierto prestigio. Falleció en Las Palmas de Gran Canaria el 13 de septiembre de 1974.
El 1 de julio de 2009 el Ayuntamiento de Las Palmas de Gran Canaria le concedió a título póstumo la Medalla de oro al Mérito Deportivo.

## Selección nacional
Fue internacional con la Selección de fútbol de España en una ocasión el 30 de abril de 1933 contra Yugoslavia, partido celebrado en Belgrado que finalizó con empate a un gol. 

## Clubes como jugador
| Club              | País    | Temporada   |
| ----------------- | ------- | ----------- |
| Plus Ultra        | España  | 1931 - 1932 |
| Real Madrid       | España  | 1932 - 1935 |
| RCF Paris         | Francia | 1936 - 1937 |
| Olympique de Niza | Francia | 1937 - 1942 |

## Clubes como entrenador
| Club              | País    | Temporada   |
| ----------------- | ------- | ----------- |
| Olympique de Niza | Francia | 1945 - 1946 |
| UD Las Palmas     | España  | 1951 - 1952 |

## Palmarés

### Campeonatos nacionales
| Título                     | Club        | País   | Año  |
| -------------------------- | ----------- | ------ | ---- |
| Primera División de España | Real Madrid | España | 1933 |
| Copa de España de Fútbol   | Real Madrid | España | 1934 |